# Слагалица страве 3
Слагалица страве 3 (енгл. Saw III) јесте амерички хорор филм из 2006. године, режисера Дарена Лина Баузмана, са Тобином Белом, Шони Смит, Ангусом Макфадјеном, Бахар Сумех и Дајном Мајер у главним улогама. Представља директан наставак приче из филма Слагалица страве 2.
Главна тема овог дела је опроштај.
Филм је остварио још већу зараду од оба своја претходника и нешто слабије оцене публике и критичара. Као и прва два дела номинован је за Награду Сатурн за најбољи хорор филм године, али је награда на крају ипак припала филму Ужас из дубине. Бел је, такође, номинован за МТВ филмску награду за најбољег негативца. У првој недељи од објављивања филма на ДБД-у, продато је преко 2,5 милиона примерака.
Овај део представља прекретницу у серијалу, јер оба централна лика из претходних филмова (Џон Крејмер и Аманда Јанг) страдају на крају филма и у наредним деловима централне улоге постају Џил Так (Бетси Расел) као главна хероина и детектив Марк Хофман (Костас Мандилор) као главни негативац. Оба лика имају камео улоге у овом делу.
Наставак филма, под насловом Слагалица страве 4, објављен је годину дана касније.

## Радња
Џон Крејмер је на самрти. Његова помоћница Аманда Јанг ставља детективку Алисон Кери, која је преузела случај убистава које је починио Џигсо, у замку без излаза и убија је на монструозан начин. Након тога започиње нова смртоносна игра у којој докторка Лин Денлон мора да одржи Џона у животу док њен супруг не прође кроз замке у којима се налази људи умешани у убиство њиховог сина Дилана. Уколико Лин не успе да одржи Џона довољно дуго у животу, огрлица са пет метака која се налази око њеног врата ће се активирати и убиће је...

## Улоге
| Глумац           | Улога                    |
| ---------------- | ------------------------ |
| Тобин Бел        | Џон Крејмер — Џигсо      |
| Шони Смит        | Аманда Јанг              |
| Ангус Макфадјен  | Џеф Денлон               |
| Бахар Сумех      | др Лин Денлон            |
| Дајна Мајер      | детектив Алисон Кери     |
| Имфо Коахо       | Тимоти Јанг              |
| Бари Флатман     | судија Халден            |
| Лирик Бент       | поручник Данијел Риг     |
| Бетси Расел      | Џил Так                  |
| Костас Мандилор  | детектив Марк Хофман     |
| Дебра Лин Мекејб | Даница Скот              |
| Џеј Лароуз       | Трој                     |
| Дони Волберг     | детектив Ерик Метјуз     |
| Стефан Георгиу   | Дилан Денлон             |
| Њам Вилсон       | Корбет Денлон            |
| Ли Ванел         | Адам Стенхај             |
| Тим Бурд         | Оби Тејт                 |
| Френки Џи        | Завијер Чавез            |
| Орен Кулс        | Дони Греко               |
| Алан ван Спранг  | Крис                     |
| Ким Робертс      | медицинска сестра Дебора |